# Ротационное формование

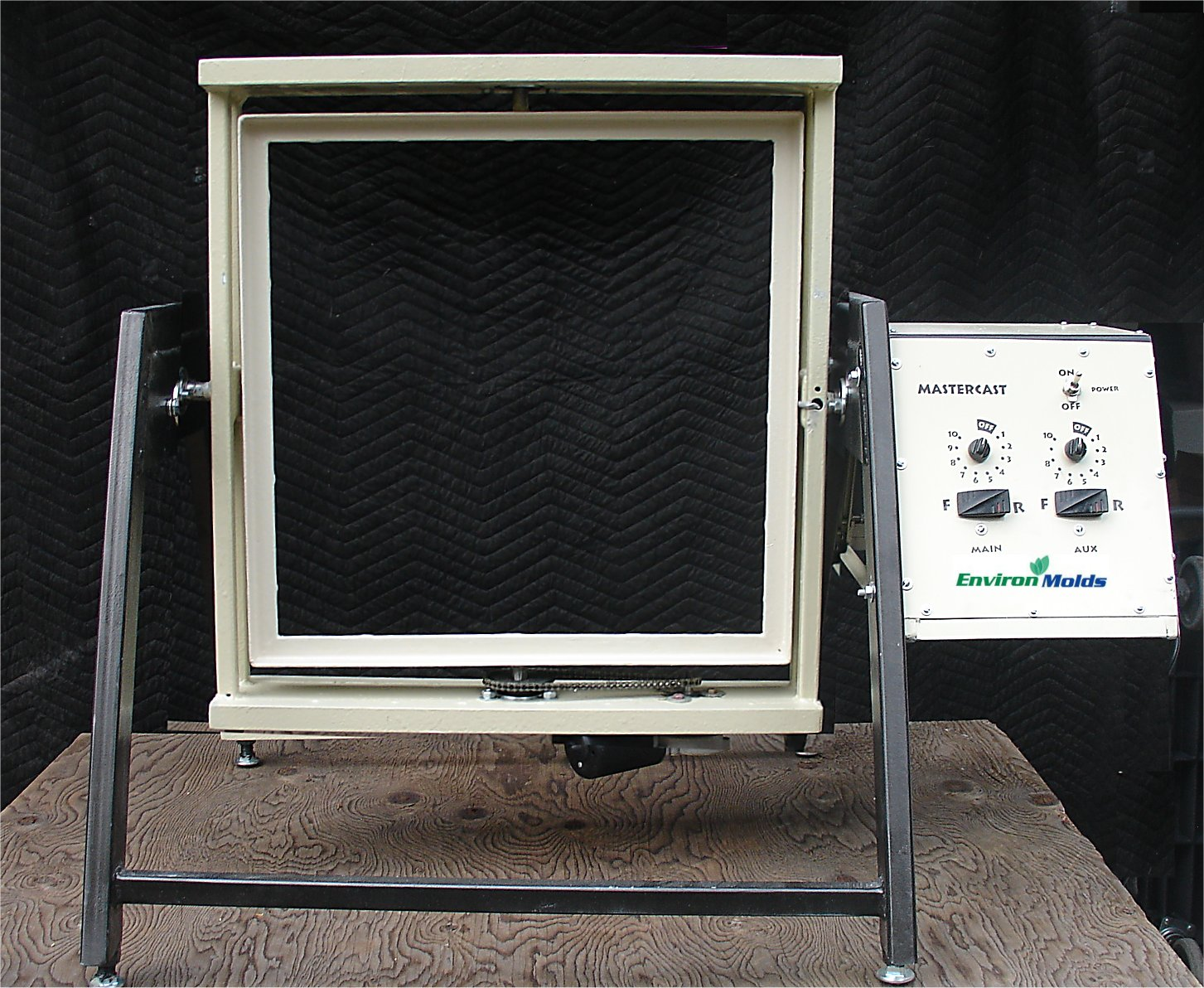
Трёхприводная установка для ротационного формования.

Ротационное формование (ротомолдинг, ротоформовка, ротационное литье) — метод изготовления тонкостенных полых изделий во вращающейся форме: заполненная порошкообразным или гранулированным материалом закрытая металлическая форма вращается вокруг двух и более пересекающихся осей. При этом происходит распределение сырьевого материала по внутренней поверхности полости формы, а одновременный нагрев формы способствует его расплавлению с образованием тонкого покрытия в виде оболочки.
Фиксация формы и размеров получаемого полого изделия достигается охлаждением расплавленного материала.
Процесс был применен для пластика в 1940-х годах, но в первые годы использовался мало, поскольку это был медленный процесс, применение которого было ограничено небольшим количеством существовавших тогда видов пластмасс.

## История
Метод создания полых изделий во вращающейся форме впервые использовали в 1855 году в Великобритании. Затем способ уплыл в Америку, где там создавали изделия из воска, металлов и других веществ. С помощью ротационной формовки делали одни из первых шоколадных яиц.
С 1940-х в ротационном литье попробовали пластмассу. Однако процесс слишком затягивался, а видов пластика было мало. Ротационным формованием делали головы для кукол, General Motors создавала детали для автомобилей. Америка активно взялась за эту технологию в 1980-е годы, после появления Ассоциации ротационных формовщиков.
С появлением новых видов пластмассы и ПВХ — пластизолей изделия — ротационный молдинг пошел в массы. Игрушки, мебель и всяческие емкости — для дома. Для улицы — пластиковые баки, дорожные блоки, автомобильные детали. По этой технологии делают целые детские площадки.
В России метод стал использоваться в 1990-х годах. Одними из первых его освоили отечественные компании «Анион» (в 1996 г.), «Ротопласт», «Элгад Полимер» (в 1998 г.), а также Русская механика (в 1999г.) и «Полимер-Групп».
Быстро оценили метод и промышленные дизайнеры — с его помощью можно творить проекты разнообразных форм и размеров.

## Оборудование и инструменты
Машины для ротационного формования бывают нескольких типов — челночные, карусельные и рок-н-рольные. Различаются они принципом перемещения и движения ротационных форм (качания/вращения), видами термокамер (хотя бывают и бескамерные).

## Производственный процесс

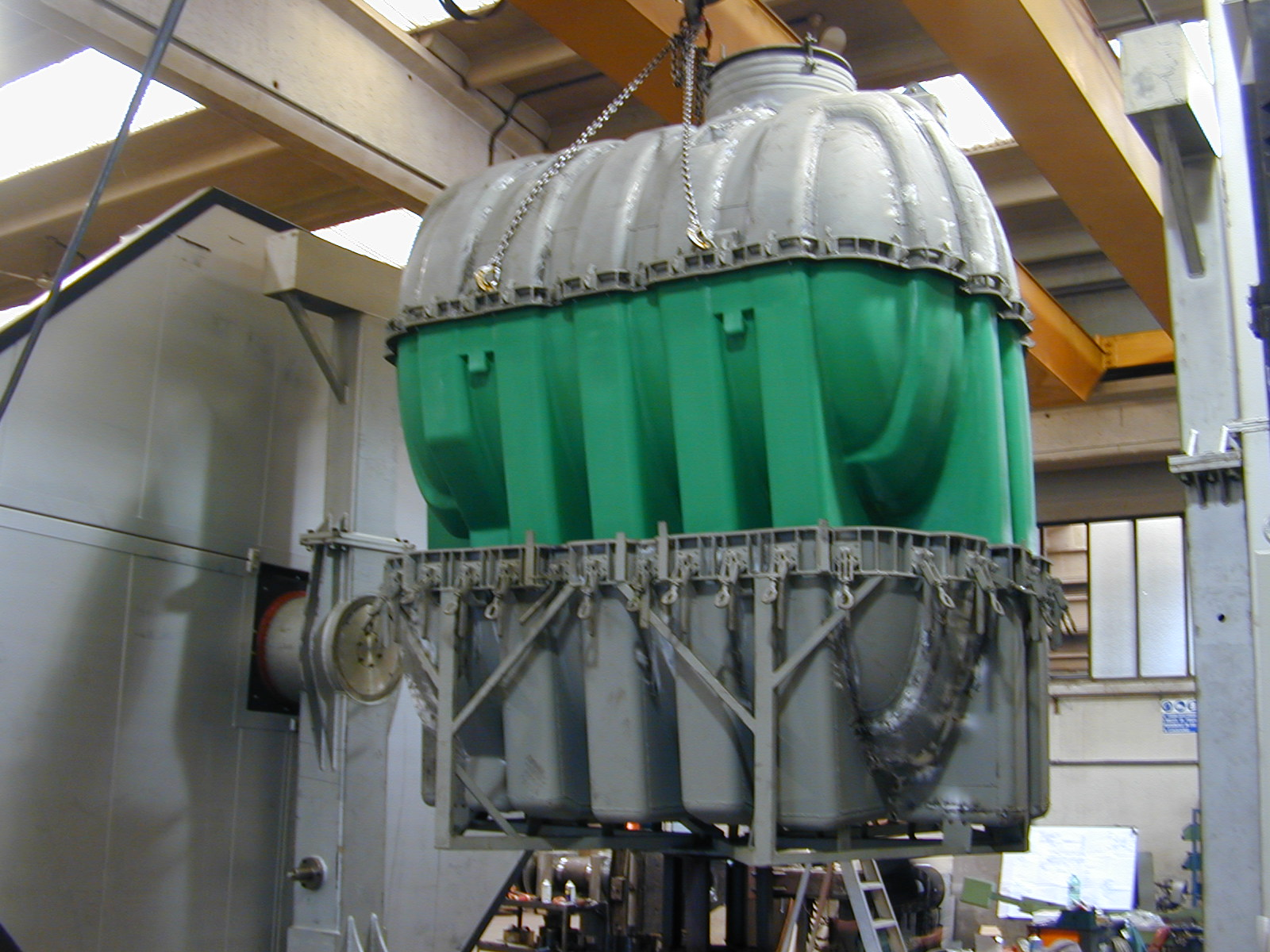
Выгрузка отлитого пластикового бака

Процесс ротационного формования

Ротационное формование находится в отдаленном родстве с печатью на 3D-принтере.
Сначала жидкий или в гранулах полимер загружают в холодную форму-«раковину» (как правило, металлическую). Затем форма помещается в нагревательную камеру. Там она вращается по двум осям, полимер плавится и распределяется по стенкам.
Для создания изделия разной длины и ширины (той же лодки) используется специальная машина. Одна ось совершает вращательное движение, а вторая — колебательное.
Процесс останавливается только когда образовался однородный слой. Толщину стенки можно менять прямо в ходе создания — достаточно загрузить дополнительный материал.
Перед извлечением из формы изделие охлаждают с помощью холодного воздуха или воды.
Последний этап — форму раскрывают и извлекают получившийся продукт. После этого изделие можно использовать или проводить дополнительную обработку.
Главный недостаток ротационного формования — время. Чем сложнее форма, тем дольше протекает процесс. На простые изделия уходит несколько дней.
 Множество видео готовых изделий полученных методом ротационного формования.

## Материалы
Более 80 % всего используемого материала относится к семейству полиэтиленов: сшитый полиэтилен (PEX), полиэтилен низкой плотности (высокого давления) (LDPE), линейный полиэтилен низкой плотности (LLDPE), полиэтилен высокой плотности (низкого давления) (HDPE) и повторной переработки. Также используются ПВХ-пластизоли, нейлон и полипропилен.
Также возможно использовать кварцевые пески и каменную крошку, создавая композит песчаника, который на 80 % состоит из натурального необработанного материала.
Ротационная лепка из гипса используется для изготовления пустотелых статуэток.

## Галерея

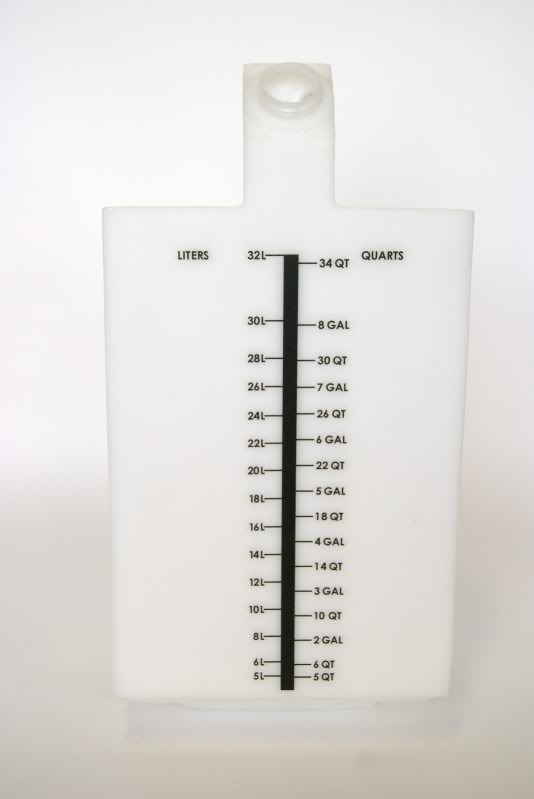
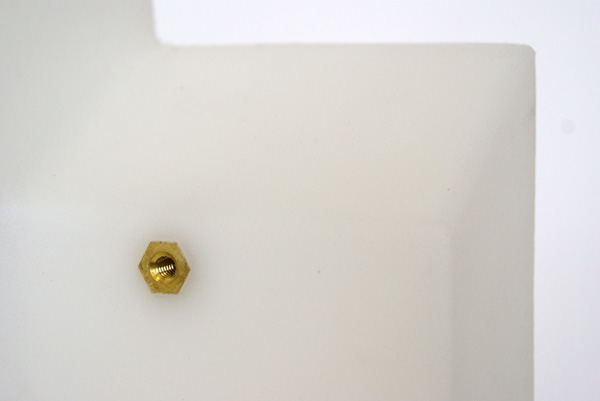
Шестигранная вставка с глухой латунной резьбой, вмонтированная в резервуар для хранения жидкости.
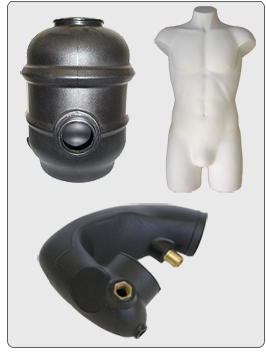
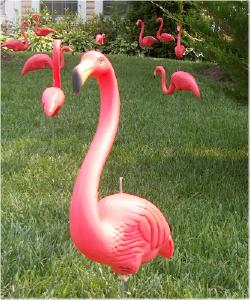
Пластиковый фламинго